# Acta est fabula

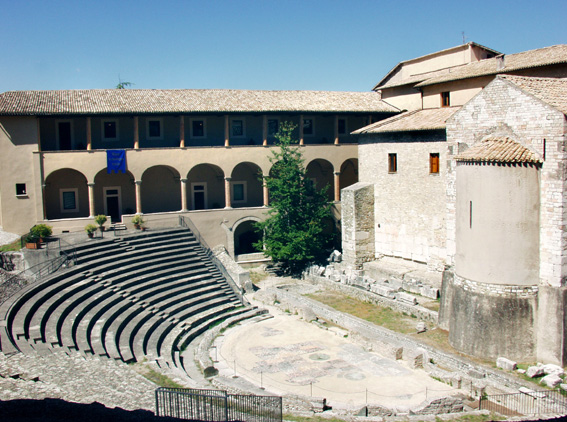
Teatre Romà

Acta est fabula és una locució llatina que significa «la representació s'ha acabat». Era la frase que s'utilitzava a l'antiga Roma, a la fi de les representacions teatrals, per indicar al públic que la representació era finida i que ja se'n podien anar.

## Utilitzacions
Es tracta d'una frase molt utilitzada, en èpoques i contexts molt diferents. Per exemple, l'emperador Cèsar August (63 aC. - 14 dC.) va pronunciar aquestes paraules al seu llit de mort, afegint «plaudite» (aplaudiu) al final. Així, quan estava a punt de morir, demanà als seus amics: 
| « | «He fet bé el meu paper? (...) Sí, li responen (...) Doncs aplaudiu, els va dir, que la representació s'ha acabat (Acta est fabula, plaudite!)» | » |

També el gran escriptor francès François Rabelais (1494-1553), al seu jóc de mort, va dir: 
| « | Tirez le rideau, la farce est joueé. (Correu la cortina, la farsa s'ha acabat). | » |

Més recentment, a Bèlgica, el 18 d'octubre de 2010, Bart de Wever, capdavanter del partit separatista flamenc Nieuw-Vlaamse Alliantie, va pronunciar aquesta frase en una crisi política, en la seva missió de «clarificador» real, mostrant la seva decepció pel rebuig que la seva proposta va rebre per part dels partits de francòfons. És utilitzada com a lemma a l'emblema del Centre d'Operacions de Seguretat de Ciberdefensa de l'Exèrcit de l'Aire espanyol que va assolir la seva capacitat operativa final a la fi de setembre de 2016.
La frase figura també com a lema sota l'escut de la plataforma anti-separatista catalana "Tabàrnia".
D'altra banda, el videojoc Haunting Ground utilitza aquesta locució llatina en substitució del tradicional missatge Game Over. La frase, també és el títol de l'àlbum debut de la banda musical polonesa Undish de Metal gòtic., editat per Massacre Records el 1997.